# Parapoynx qujingalis
Parapoynx qujingalis is een vlinder uit de familie van de grasmotten (Crambidae), uit de onderfamilie van de Acentropinae. De wetenschappelijke naam van deze soort is voor het eerst gepubliceerd in 2006 door Fuqiang Chen, Shimei Song en Chunsheng Wu.
De spanwijdte van het mannetje bedraagt 14 tot 15 millimeter en van het vrouwtje 18 millimeter.
De soort komt voor in China (Yunnan).